# Kiss It Better
"Kiss It Better" é uma canção da artista musical barbadense Rihanna, contida em seu oitavo álbum de estúdio Anti (2016). Foi composta pela própria em conjunto com John Glass, Teddy Sinclar e Jeff Bhasker, sendo produzida pelo último, com Glass servindo como produtor adicional e Kuk Harrell como produtor vocal. O seu lançamento ocorreu em 30 de março de 2016, simultaneamente com "Needed Me", através das gravadoras Westbury Road e Roc Nation, servindo ambas as faixas como singles do produto.

## Antecedentes e lançamento
Após o lançamento de três singles em 2015 — "FourFiveSeconds" (com Kanye West e Paul McCartney), "Bitch Better Have My Money" e "American Oxygen" — a revista Billboard anunciou que uma nova faixa de trabalho de Rihanna iria estrear em 27 de janeiro de 2016 nas rádios estadunidenses. Nesse mesmo dia, "Work" começou a tocar em rádios de todo o mundo, incluindo na BBC Radio 1 no Reino Unido. Posteriormente, foi disponibilizada em formato digital na iTunes Store e em streaming na Apple Music e no Tidal.

## Desempenho nas tabelas musicais

### Posições
| Tabela musical (2016)                                  | Melhor posição |
| ------------------------------------------------------ | -------------- |
| África do Sul (Entertainment Monitoring Africa)        | 4              |
| Austrália (ARIA Charts)                                | 48             |
| Bélgica (Ultratip de Flandres)                         | 15             |
| Bélgica (Ultratop Urban de Flandres)                   | 17             |
| Bélgica (Ultratip da Valônia)                          | 32             |
| Canadá (Canadian Hot 100)                              | 54             |
| Escócia (The Official Charts Company)                  | 46             |
| Estados Unidos (Billboard Hot 100)                     | 62             |
| Estados Unidos (Top R&B/Hip-Hop Songs)                 | 21             |
| Estados Unidos (Pop Songs)                             | 24             |
| Estados Unidos (Hot Dance Club Songs)                  | 1              |
| França (Syndicat National de l'Édition Phonographique) | 76             |
| Irlanda (Irish Recorded Music Association)             | 66             |
| Nova Zelândia (NZ Top 10 Heatseekers Singles)          | 3              |
| Reino Unido (UK Singles Chart)                         | 46             |
| Reino Unido (UK R&B Singles Chart)                     | 12             |

### Certificações
| País (Empresa)       | Certificação |
| -------------------- | ------------ |
| Nova Zelândia (RMNZ) | Ouro         |

## Créditos
Todo o processo de elaboração de "Kiss It Better" atribui os seguintes créditos:
Gravação
- Gravada nos Jungle City Studios (Nova Iorque)
- Guitarra gravada nos Westlake Beverly Studios (Los Angeles, Califórnia)
- Mixada nos Larrabee Studios (Universal City, Califórnia)
- Masterizada nos Sterling Sound (Nova Iorque)

Publicação
- Publicada pelas seguintes empresas: Way Above Music (BMI)/Sony ATV Songs LLC (BMI), The Glass Is Full/Warner Chappell (ASCAP), The Kills Effect c/o Songs of Universal/Warner-Tamerlane Pub Corp (PRS/BMI), Monica Fenty Music Publishing/Warner-Tamerlane Publishing Corp. (BMI)
- Todos os direitos administrados pela Warner-Tamerlane Publishing Corp.

Produção